# Sh2-120
Sh2-120 est une nébuleuse en émission visible dans la constellation du Cygne.
Elle est située dans la partie nord de la constellation, à environ 6° au nord-ouest de l'étoile brillante Deneb. La période la plus appropriée pour son observation dans le ciel du soir se situe entre les mois de juillet et décembre et, en raison de sa forte déclinaison nord, elle est considérablement facilitée pour les observateurs situés dans les régions de l'hémisphère nord.
Elle apparaît comme un petit nuage circulaire d'un diamètre d'une seule minute d'arc, situé dans une région galactique partiellement obscurcie par des bancs de poussière denses situés au premier plan du nuage lui-même, dont LDN 988. Sh2-120 est un objet peu étudié. D'après une étude de 1978, sa distance a été estimée à environ 6 300 pc (∼20 500 al) du système solaire, dans une région éloignée sur le bord extérieur du bras de Persée. Cette même étude indique que le nuage Sh2-121 voisin se situe à une distance approximative d'au moins 7 500 pc. Avec Sh2-127 et Sh2-128, ils feraient partie d'une structure galactique externe au bras de Persée. Le catalogue Avedisova le place dans une région de formation d'étoiles avec la source de rayonnement infrarouge IRAS 21020+4939 et d'autres sources d'ondes radio.